# Kitty och hemligheten på ranchen
Kitty och hemligheten på ranchen (originaltitel The secret at a Shadow Ranch). Boken som ingår i bokserien om Kitty Drew är skriven av Carolyn Keene 1931 och översatt till svenska av Bodil von Eichwald-Agdler.